# Léo Bories
Pour les articles homonymes, voir Bories.
Léo Bories, né le 31 mars 2002, est un pentathlète français.

## Biographie
En 2025, Léo Bories devient champion du monde de relais avec Mathis Rochat

## Palmarès
en junior
- 2022 : championnats du monde juniors à Zielona Góra, Pologne
  - Médaille de bronze en individuel
- 2022 : championnats d'Europe juniors à Barcelone, Espagne
  - Médaille d'argent en individuel
- 2023 : championnats du monde juniors à Druskininkai, Lituanie
  - Médaille de bronze en individuel

en sénior
- 2024 : championnats du monde à Zhengzhou, Chine
  - Médaille de bronze en relais hommes
- 2025 : championnats du monde en relais à Alexandrie, Égypte
  - Médaille d'or en relais hommes
  - Médaille d'argent en relais mixte